# Euryblema
Euryblema is een geslacht van twee soorten orchideeën uit de onderfamilie Epidendroideae.
Het zijn kleine epifytische planten uit de tropische regenwouden van Colombia en Panama, afgesplitst van het geslacht Chondrorhyncha.

## Naamgeving en etymologie
- Synoniem: Chondrorhyncha Lindl. (1846)

De botanische naam Euryblema is afkomstig van het Oudgriekse εὐρύς, eurus (breed) en βλῆμα, blēma (deken), naar de vorm van de callus op de bloemlip.

## Kenmerken
Euryblema-soorten zijn kleine epifytische planten met een sympodiale groei, zonder pseudobulben, die van Chondrorhyncha en Warczewiczella kunnen onderscheiden worden door hun met roodgevlekte bladscheden.
De bloemen verschillen van die van Chondrorhyncha door de kelk- en kroonbladen die naar boven gebogen zijn, en door de callus die breed en vlak is en bijna de basale helft van de bloemlip bedekt. Het gynostemium is ongevleugeld en draagt vier gele pollinia in twee ongelijke paren, door een kort stipum verbonden met een breed schildvormig viscidium.

## Taxonomie
Euryblema werd in 2005 beschreven door Robert Dressler. Het werd afgescheiden van Chondrorhyncha op basis van DNA-onderzoek door Whitten en anderen.
Het geslacht omvat twee soorten. De typesoort is Euryblema anatonum.

### Soortenlijst
- Euryblema anatonum (Dressler) Dressler (2005) (= Cochleanthes anatona Dressler (1983))
- Euryblema andreae (Ortiz) Dressler (2005) (= Chondrorhyncha andreae Ortiz (1994))